# Pirates of the Caribbean: The Curse of the Black Pearl
Pirates of the Caribbean: The Curse of the Black Pearl és una pel·lícula d'aventures de l'any 2003 dirigida per Gore Verbinski i produïda per Jerry Bruckheimer, inspirada directament per l'atracció mecànica Pirates of the Caribbean del parc temàtic Disneyland.
És el primer film de Walt Disney Pictures en classificar-se com a PG-13, degut a les escenes d'acció i aventura violentes.

## Argument
Elizabeth tenia deu anys quan navegava juntament amb el seu pare, Weatherby Swann, i el comodor James Norringtton direcció Port Royal. Durant el viatge trobaren les restes d'un vaixell atacat per pirates i Will Turner també sent un nen, surant a la deriva amb un estrany medalló daurat. Un cop el noi estigué segur al seu vaixell i tement que el medalló identifiqués el jove Will com un pirata, Elizabeth l'agafà i se'l quedà sense dir res a ningú. Només ella va semblar entreveure entre la boira com un vaixell amb veles negres abandonava el lloc del desastre.
Anys després es veu arribar Jack Sparrow en una petita barca que mentre s'apropa al moll de Port Royal es va enfonsant. En posar un peu al moll, immediatament li demanen el seu nom per poder entrar a Port Royal, però Jack se'n lliura de donar el seu nom en subornar el cobrador per després robar-li el suborn (i unes quantes monedes més).
Will Turner ja sent un adult treballa com a aprenent de ferrer a Port Royal des de llavors. És evident que sent alguna cosa per Elizabeth, però la seva baixa classe social no li permet el valor d'apropar-se a ella, la qual també sembla mostrar interès envers ell.
Per a la cerimònia d'ascens del comodor James Norringtton Elizabeth es posa el vestit que el seu pare li havia portat especialment de Londres, car aquest té l'esperança que la seva filla i el comodor entaulin una relació. Efectivament, en finalitzar la cerimònia el comodor li proposa a Elizabeth parlar sols amb la intenció de proposar-li matrimoni, però l'encotillat vestit li juga una mala passada a Elizabeth i la falta d'aire li produeix un desmai caient per un penya-segat al mar. Al contacte amb l'aigua el medalló daurat que portava al coll, amagat a la vista dels altres, produeix una crida que atraurà més endavant la tripulació i el capità Barbossa. El comodor veu horroritzat com la seva amada ha caigut al mar, però l'altura del penya-segat i les roques, que miraculosament Elizabeth esquivà, el fan desistir del seu impuls de llançar-s'hi i corre al port juntament amb els seus homes.
Jack Sparrow, que està al port de Port Royal tractant d'aconseguir un vaixell, es llença per rescatar Elizabeth després de veure-la caure. Jack s'adona que el vestit que porta ella és massa pesant i resulta gairebé impossible mantenir-la a la superfície, per això se les enginya per treure'l i deixar-la només amb el barnús interior. Quan aconsegueix portar-la a terra ferma Elizabeht segueix sense coneixement i tots temen per la seva vida, car no està respirant. Fent gala del seu enginy, Jack esquerda la cotilla que porta, permetent-la respirar i escopir l'aigua empassada.
Tot i que ha salvat la vida d'Elizabeth, el comodor i el seu pare que ja han aconseguit arribar on es troben, no es commouen i pretenen capturar Jack per ser un conegut pirata. Elizabeth no està disposada que apressin l'home que ha salvat la seva vida i s'interposa entre Jack i les armes que l'apunten. Jack, que tampoc està disposat que l'apressin aprofita l'ocasió per agafar Elizabeth com a ostatge i lliurar-se així de la justícia. Esforç en va, tanmateix, perquè finalment és atrapat en la ferreria on treballa Will Turner després que aquests dos protagonitzin una lluita amb espases.
Aquella mateixa nit Port Royal és atacat per pirates i tota la ciutat està immersa en el caos. Elizabeth és perseguida a casa seva per dos pirates que diuen que ella té alguna cosa que els pertany. Quan la troben ella invoca el Dret de Parlament (o Parley), els seus perseguidors s'acullen al codi i la porten devant de llur capità, el capità Barbossa. Creient que és millor no revelar la seva condició de filla del governador, Elizabeth es fa passar per serventa i empra el cognom de Will, presentant-se llavors davant del capità com Elizabeth Turner. Ella pretén negociar l'autrament de les hostilitats contra Port Royal a canvi del medalló daurat que porta al coll i Barbossa sembla estar d'acord amb el tracte. L'únic problema és que Elizabeth oblida dir en el tracte que ella havia de ser portada a port un altre cop i el capità se l'emporta en el vaixell.
Will Turner convenç el capità Sparrow que l'ajudi a retrobar Elizabeth, que va a bord del Perla Negra, a canvi de treure'l de la presó on l'han ficat, tracte que accepta ràpidament en saber que el cognom de Will és Turner. Ambdós es fan amb un vaixell de l'Armada Reial, l'HMS Interceptor, i parteixen en busca de la noia. Mentre naveguen Sparrow li fa saber a Will que és fill d'un pirata, Bill "el Botes" Turner, pirata, però un bon home.
Ja al vaixell el capità Barbossa l'explica a Elizabeth per què s'esforcen tant a aconseguir el medalló daurat. Es tracta d'or asteca maleït, tot aquell que robés les peces daurades del cofre de pedra quedarien maldits eternament, seran immortals tot i que no podran sentir res i es transformarien en esquelets a la llum de la lluna. Ara tractaven de trobar totes les monedes del cofre que havien anat malgastant en dones i vi. El que no sap ella és que és la sang de Bill "el Botes" o la dels seus fills la que es necessita per acabar amb la maledicció... en dir que ella teia com a cognom Turner els pirates l'han considerada filla de Bill "el Botes".
Jack i Will fan una parada a l'illa Tortuga per aconseguir tripulació que els ajudi amb l'immens vaixell amb el que s'han fet. Conversant amb el mariner Gibbs, Will Turner s'adona que el Perla Negra pertanyia a Jack Sparrow i que Barbossa, el segon al comandament, s'amotinà i el deixà abandonat en una illa.
Jack i la seva tripulació es dirigeixen a l'Illa de la Mort perquè saben que és allà on estarà Barbossa, allà és on guarden tot l'or asteca recuperat i on han d'acabar amb la maledicció mitjançant el pagament de sang. Will aconsegueix rescatar Elizabeth de l'illa deixant-hi Jack inconscient. La tripulació de Jack s'acull a la norma "home que queda enrere, es deixa enrere" i se'n van sense ell.
Amb Jack com a presoner Barbossa salpa perseguint Will i Elizabeth que s'han portat amb ells el medalló a bord de l'Interceptor. El Perla Negra els agafa i tota la tripulació de l'Interceptor és feta presonera per Barbossa i el vaixell queda destruït. Will, que ara sap que necessiten la seva sang per acabar amb la maledicció amenaça de disparar-se i caure al mar si no alliberen Elizabeth i la resta de la tripulació. Barbossa accepta el tracte però Will oblida dir on i com han d'alliberar la tripulació, per això Elizabeth i Jack són abandonats en una illa, aquest lloc no és estrany per a Jack, car fou aquí on l'abandonà per primer cop Barbossa quan s'amotinà.
Elizabeth és enganyada per Jack quan aquest li diu que fou en aquesta illa on ell passà tres dies bevent rom després de ser abandonat a la seva sort fins que un vaixell de contrabandistes el recollí. No li diu la veritat, que sortí de l'illa per fer un tracte amb David Jones. Decideix fer una petita festa al voltant d'una foguera perquè Jack s'emborratxi bevent rom. Quan Jack es desperta de la ressaca veu com Elizabeth ha emprat tot el rom que quedava a l'illa (un fet que mai podrà perdonar-li) per fer una enorme foguera i utilitzar-ne el fum com a senyal.
Gràcies a aquest senyal hi arriben el comodor i el seu pare per rescatar-los-en, tornant a fer presoner Jack. El seu pare no està disposat a anar a rescatar Will, però Elizabeth convenç el comodor que vagi a buscar-lo com si fos un regal de boda. Davant de l'expectativa de casar-se amb Elizabeth el comodor hi accepta.
A l'Illa de la Mort Barbossa està a punt de sacrificar Will per pagar el deute de sang. Deixen anar Jack perquè col·labori amb el comodor i així fer una trampa per als pirates. Jack va a la cova on està Barbossa i interromp el sacrifici dient que la Marina Reial els espera fora, per això seria millor acabar amb la maledicció quan els hagin vençut. Jack aprofita per "robar" una moneda del cofre sense que ningú el vegi.
Quan la majoria de pirates s'han anat Jack ataca Barbossa, i quan aquest últim li endinsa la seva espasa a Jack, aquest, a la llum de la lluna i convertit en un esquelet li mostra la moneda agafada del cofre a Barbossa, quedant els dos en igualtat de condicions. Will i Elizabeth també lluiten contra els pirates que s'han quedat. Jack aconsegueix tornar al cofre l'última peça i amb la maledicció acabada dispara a Barbossa, qui cau mort.
La resta de pirates que havia anat a atacar la Marina Reial són empresonats també en notar que la maledicció ha acabat i ja no són immortals.
Ja a Port Royal Jack és condemnat a la forca pels seus actes de pirateria, però Will, que no pot tolerar que executin un bon home, l'intenta ajudar per escapar-se'n. Elizabeth ajuda Will fingint un desmai i desviant l'atenció del comodor. L'intent d'escapament no funciona molt bé i ambdós són enxampats per la guàrdia. Després d'una conversa amb el comodor, que s'adona que Elizabeth no l'estima a ell, Will és deixat en llibertat i Jack s'acomiada dient "cavallers, ho sento, tots vostès recordaran aquest dia com el dia en què gairebé atrapen el..." però Jack no aconsegueix acabar la seva frase en entrebancar-se i caure al mar per ser recollit per la seva tripulació a bord del Perla Negra.
Al moll, el comodor ordena un termini d'un dia abans de reiniciar la cerca de Jack, com a recompensa a les seves últimes accions. Després Will i Elizabeth es besen apassionadament fent veure al pare d'ella qui ha escollit la seva filla.

## Repartiment
- Johnny Depp: Jack Sparrow
- Geoffrey Rush: Capità Barbossa
- Orlando Bloom: Will Turner
- Keira Knightley: Elizabeth Swann
- Jack Davenport: Norrington
- Jonathan Pryce: Governador Weatherby Swann
- Lee Arenberg: Pintel
- Mackenzie Crook: Ragetti
- Damian O'Hare: Tinent Gillette
- Giles New: Murtogg
- Angus Barnett: Mullroy
- Zoë Saldaña: Anamaria

## Premis i nominacions
La pel·lícula va optar a diversos premis, d'entre els quals destaquen:

### Premis
- 2004: BAFTA al millor maquillatge i perruqueria per Ve Neill i Martin Samuel
- 2004: Premi Saturn al millor disseny de vestuari, per a Penny Rose

### Nominacions
- 2004: Oscar al millor actor per Johnny Depp
- 2004: Oscar al millor maquillatge per Ve Neill i Martin Samuel
- 2004: Oscar a la millor edició de so per Christopher Boyes i George Watters II
- 2004: Oscar al millor so per Christopher Boyes, David Parker, David E. Campbell i Lee Orloff
- 2004: Oscar als millors efectes visuals per John Knoll, Hal T. Hickel, Charles Gibson i Terry D. Frazee
- 2004: Globus d'Or al millor actor musical o còmic per Johnny Depp
- 2004: BAFTA al millor actor per Johnny Depp
- 2004: BAFTA als millors efectes visuals per John Knoll, Hal T. Hickel, Charles Gibson i Terry D. Frazee
- 2004: BAFTA al millor vestuari per Penny Rose
- 2004: BAFTA al millor so per Christopher Boyes, George Watters II, Lee Orloff, David Parker i David E. Campbell

## Crítica
- "Finalment, una superproducció comercial que dona el que els fans busquen: humor, acció, emocions i personatges carismàtics. El "blockbuster" de l'estiu que estàvem esperant."[3]
- "Un treball original a l'estil antic"[4]
- "'Pirates del Carib' combina amb encert les aventures marítimes d'un assolellat segle xviii amb una aterridora pel·lícula de fantasmes"[5]